# Dosuđe
Dosuđe (cyr. Досуђе) – wieś w Czarnogórze, w gminie Gusinje. W 2011 roku liczyła 311 mieszkańców.